# Apicia lepida
Apicia lepida är en fjärilsart som beskrevs av Paul Dognin 1903. Apicia lepida ingår i släktet Apicia och familjen mätare. Inga underarter finns listade i Catalogue of Life.